# Preplasmo
Preplasmo es la técnica de tomas fotográficas basada en la captura de personas que están en posición de realizar una fotografía. Existen tres características importantes para considerar una instantánea como un preplasmo: Quién, cómo y qué.
- Quién: El sujeto, fotógrafo, retratista o camarógrafo es uno de los elementos clave. Se muestra siempre dando la espalda y en primer plano en acción.
- Cómo: Máquina fotográfica. Aunque existen preplasmos en los que aparecen máquinas fotográficas en toda su extensión, lo habitual, es que no se muestren las cámaras en su completa totalidad.
- Qué: Paisajes, monumentos, personajes, ideas, situaciones, etc.., todo lo que una persona quiera plasmar con su máquina de fotos. Es el componente más amplio del preplasmo.

## Galería

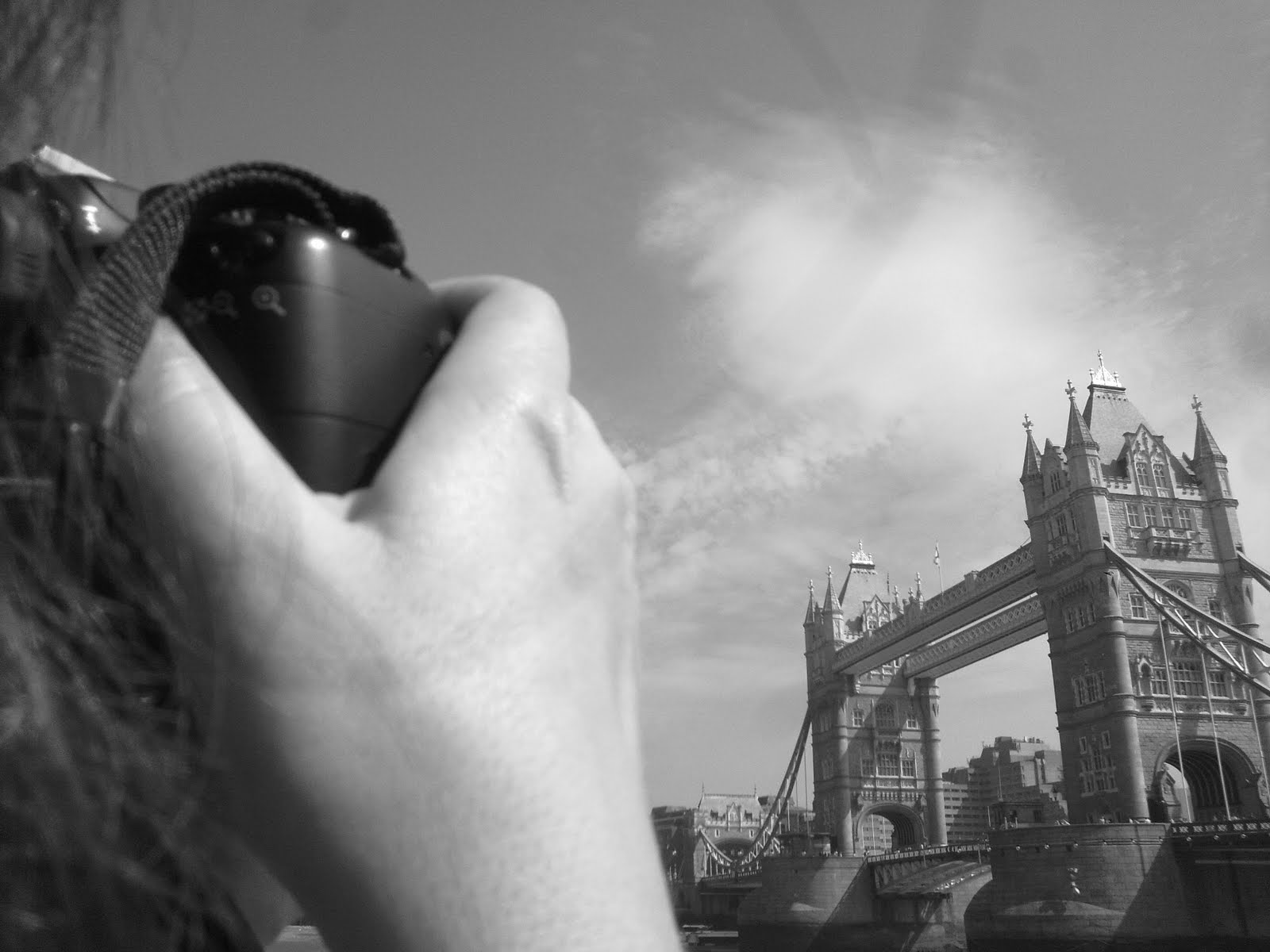
Preplasmo en Londres
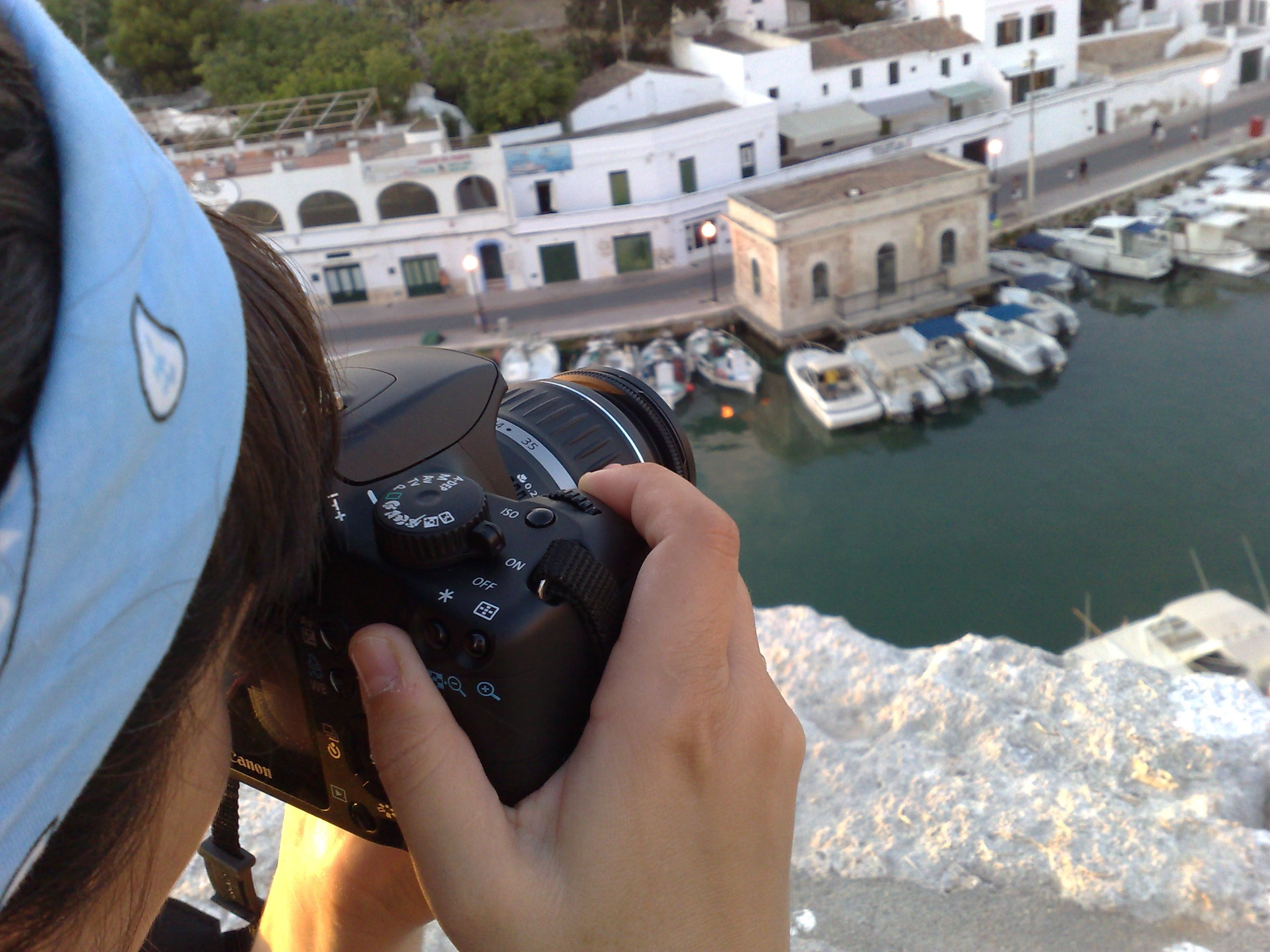
Preplasmo en Menorca
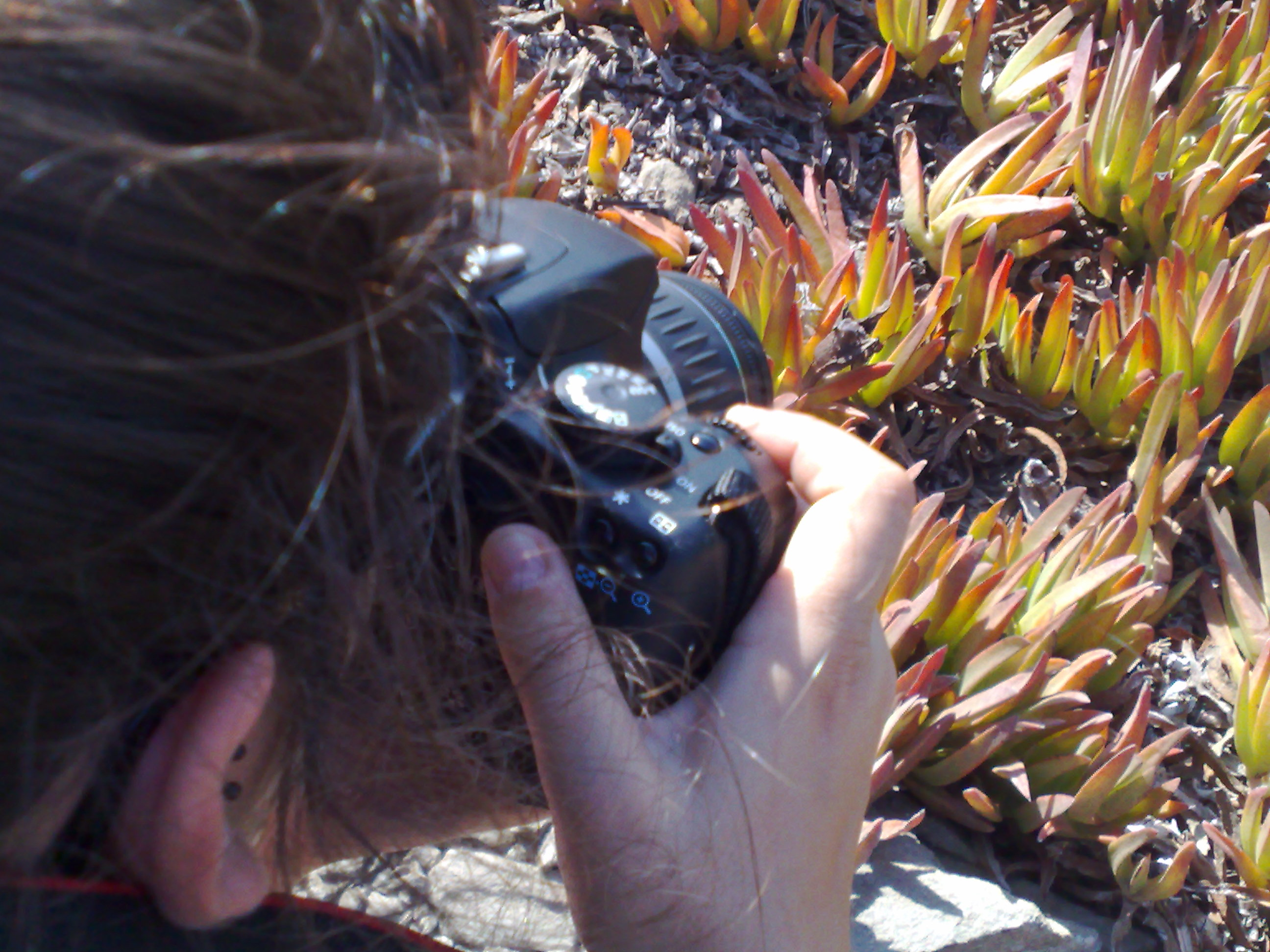
Ejemplo de un Preplasmo Natural
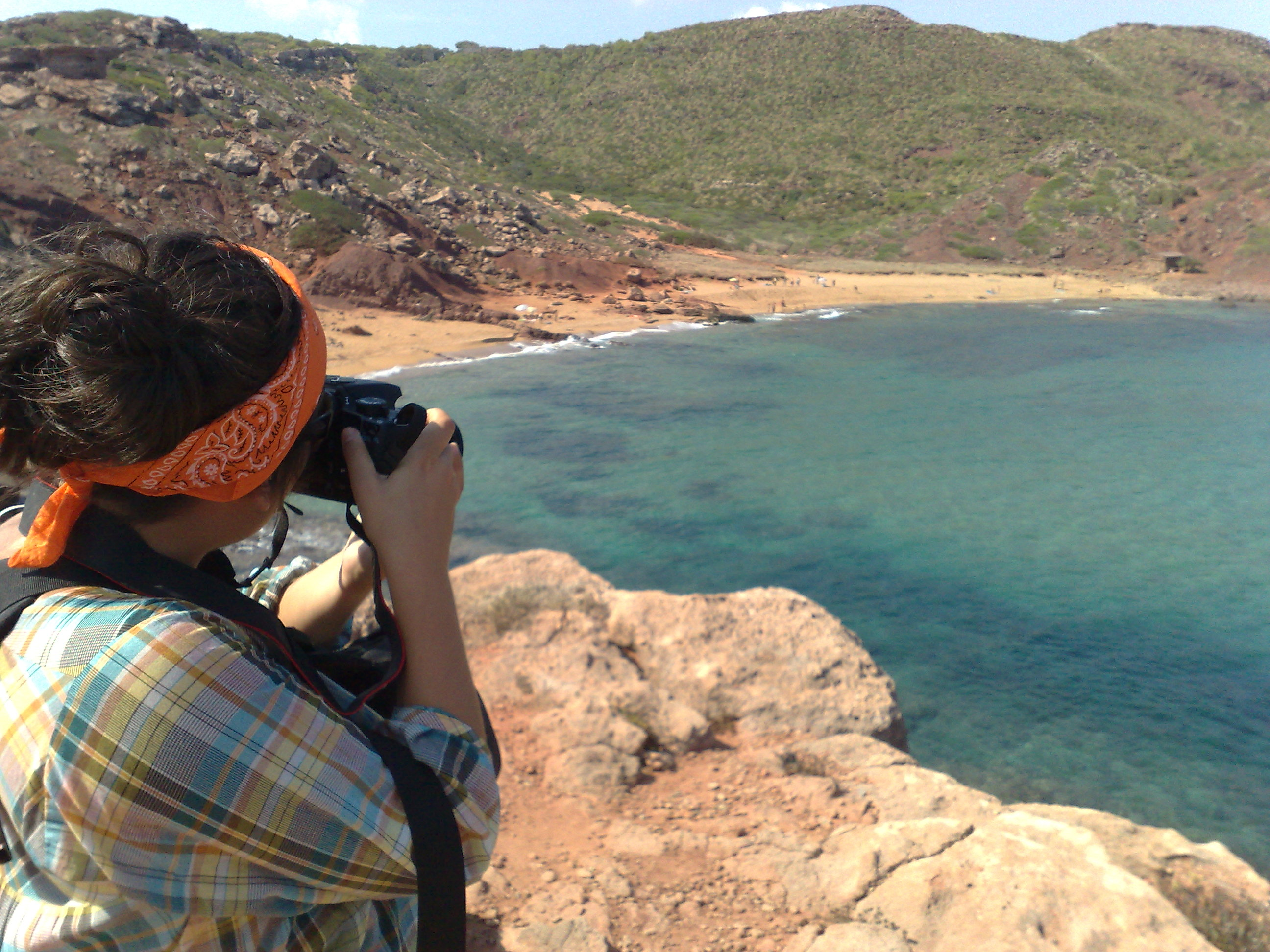
Preplasmo en playa